# Шоурил

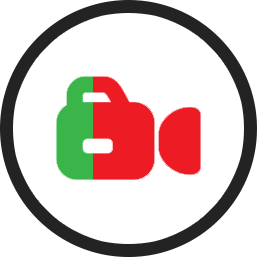
Шоурил — видеоролик для презентации опыта работы

Шоури́л (англ. Showreel, МФА: [SHōˌrēl] — «демонстрационный ролик») — видеоролик, представляющий образцы работы кинокомпании, режиссёра, оператора, актёра, фотомодели, корреспондента, телеведущего, дизайнера и т. п. Создаётся в качестве портфолио, чтобы найти работу в новых проектах, продемонстрировав опыт и навыки. Иногда шоурилы делают для выставок и мультимедиа-галерей. Обычно состоит из наиболее зрелищных фрагментов.
Структура шоурила аналогична структуре тизера или трейлера. Кадры могут комбинироваться в видеоряд из несвязанных фрагментов по принципу калейдоскопа, чтобы оставить впечатление разнообразности созданных работ. Либо шоурил монтируется в более последовательную и логичную форму, которая чередуется со зрелищными моментами и спецэффектами. Видеоряд может сопровождаться голосовыми или текстовыми комментариями. При создании шоурила от режиссёра монтажа требуется продумать структуру ролика, подобрать подходящую по настроению музыку и звуки, а также выбрать кадры, наиболее выгодно представляющие лицо шоурила. Всё это должно помочь запомниться видеоролику с лучшей стороны.

## История появления
В мире термин «шоурил» появился в середине XX века.
В России термин «шоурил» стал использоваться в середине 2000-х гг., когда стало появляться большое количество независимых киностудий и кинопроизводственных компаний.

## Отличительные черты
Шоурил в отличие от музыкальных клипов, трейлеров, телевизионной рекламы, заставок на развлекательных телеканалах и видеоарта обычно не ориентирован на показ широкой аудитории. Служит промежуточным звеном для подтверждения мастерства профессионала, поиска новой работы. Зачастую шоурил рассчитан на подготовленного зрителя, способного сопоставить увиденные кадры и навыки специалиста. Спецэффекты и качество монтажа не являются приоритетными при создании шоурила и могут служить, наряду с другими средствами, лишь способом достижения поставленной цели.

## Этапы создания
Помните, что качество всегда важнее количества. Начинайте шоурил с лучшей или одной из лучших работ. Чтобы успеть заинтересовать зрителя за первые пять секунд. Иначе работодатель может тут же перейти к просмотру следующего шоурила.
1. Посмотреть примеры других шоурилов.
2. Подготовить свои лучшие работы, которые могут быть использованы в шоуриле.
3. Написать сценарий шоурила.
4. Написать или нарисовать раскадровку или аниматик к шоурилу.
5. Найти в случае необходимости дополнительные иллюстрации и видеоматериал, в том числе из фильмов, новостных сюжетов, музыкальных клипов, мультфильмов, видеоигр.
6. Снять дополнительный недостающий видеоматериал.
7. Записать аудиоматериал и дикторский голос, подготовить музыкальное сопровождение.
8. Объединить в видеоредакторе имеющиеся видеоматериалы и аудиоматериалы, добавить иллюстрации, спецэффекты, титры, субтитры.
9. Просмотреть получившийся шоурил. Внести изменения в случае необходимости.
10. Продемонстрировать шоурил тестовой группе людей. Внести изменения в случае необходимости.

## Шоурил компании
Компании создают шоурилы для демонстрации своих возможностей и опыта, чтобы привлечь партнёров и инвесторов для новых проектов. Шоурилы используются VFX-студиями, разработчиками видеоигр, телевизионными студиями, продакшн-студиями, мультипликационными студиями.

## Режиссёрский шоурил

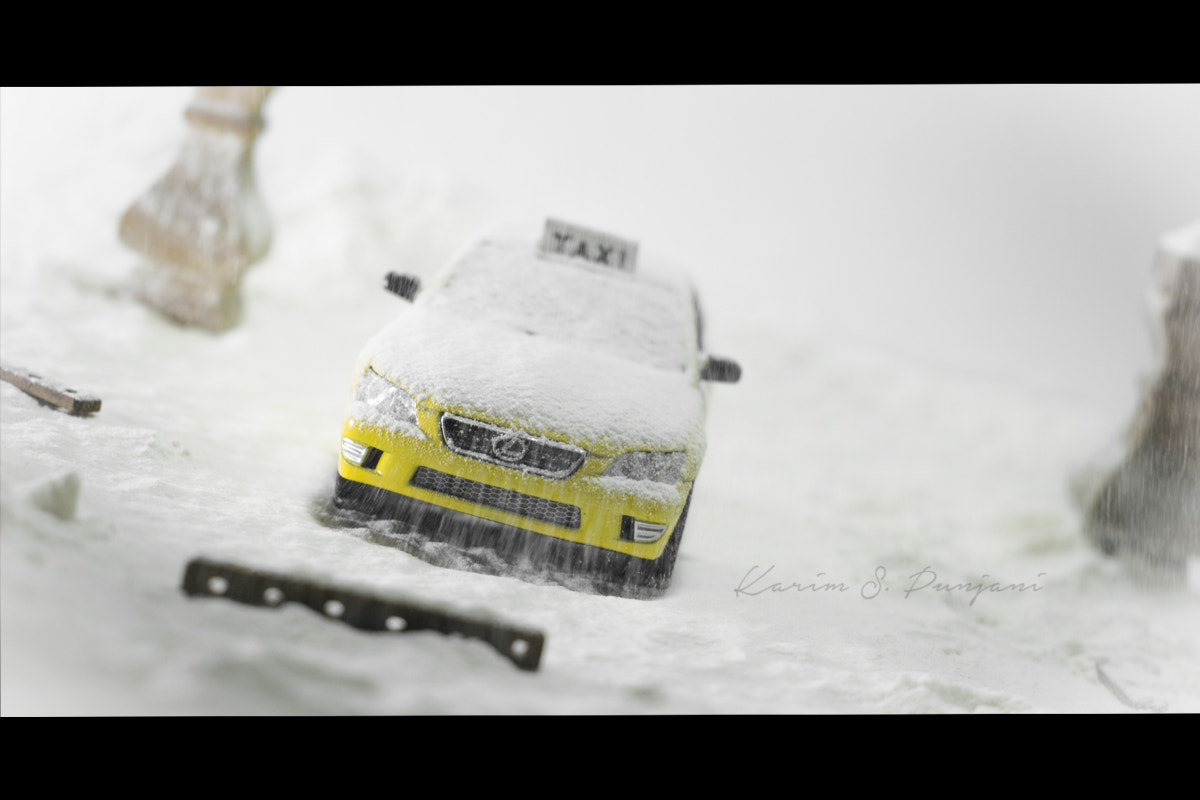
Кадр из шоурила художника-мультипликатора

Режиссёрский шоурил является основным способом привлечь внимание продюсера, потенциального работодателя или партнёра. Для фильммейкера шоурил — то же самое, что кандидатская работа для юриста.

### Рекомендации
Шоурил сам по себе должен стать произведением с историей, показывающим профессиональные навыки режиссёра, его умение в сценарном деле, навыки работы с актёрами, с массовкой, с каскадёрами, спецэффектами, свой художественный вкус и чувство стиля.
- Мощная первая сцена, которая захватит интерес зрителя.
- Тщательно подойти к выбору музыкального сопровождения и звуковых эффектов.
- Использовать соразмерное количество крупных и общих планов.
- Яркий финальный кадр[5].

## Операторский шоурил
Шоурил для оператора является одним из самых эффективных способов получения новой работы, так как он наглядно демонстрирует потенциальному работодателю уровень мастерства освещения сцены, движения камеры, передачи цвета. Своим шоурилом оператор должен доказать свою способность решить проблемы режиссёра.

### Рекомендации
Оператору следует объективно отнестись к материалу из портфолио и отдать его на монтаж независимому лицу. Так как режиссёру или продюсеру часто бывает без разницы насколько сложными являются отснятые кадры с технической точки зрения: был ли использован высокий операторский кран, большой стедикам, тяжёлый объектив или дорогая камера. Они ищут в уже реализованных проектах достойный уровень качества, соответствие жанру и стилю, умение рассказывать историю. Мало кто из заказчиков готов рисковать и давать работу тому, кто прежде никогда не делал аналогичного.
- Копировать сырой материал со съёмок в архив для больших возможностей на монтаже.
- Отдать материал независимому монтажёру.
- Не начинать с долгого вступления с титрами, а быстрее захватить внимание зрителя, чтобы он не успел перейти к просмотру шоурила следующего кандидата.
- Показать только самые лучшие работы, потому что уровень профессионализма будет оценён по самой худшей работе в шоуриле.
- Не использовать монтаж в сцене, чтобы лучше передать стиль работы.
- Использовать монтаж сцен и кадров, чтобы материал шёл более плотно. Для большего разнообразия работ за короткий отрезок ролика.
- В конце шоурила указать имя, фамилию, номер телефона, e-mail, адрес сайта.
- Постоянно обновлять шоурил своими последними лучшими работами[7][8].

## Актёрский шоурил

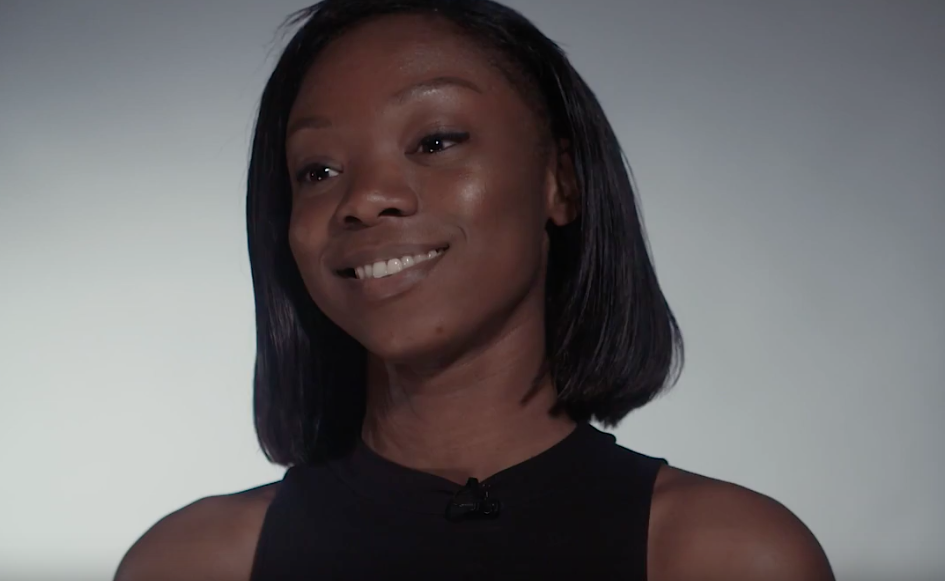
Кадр из шоурила для кастинга актрисы Modupe Salu

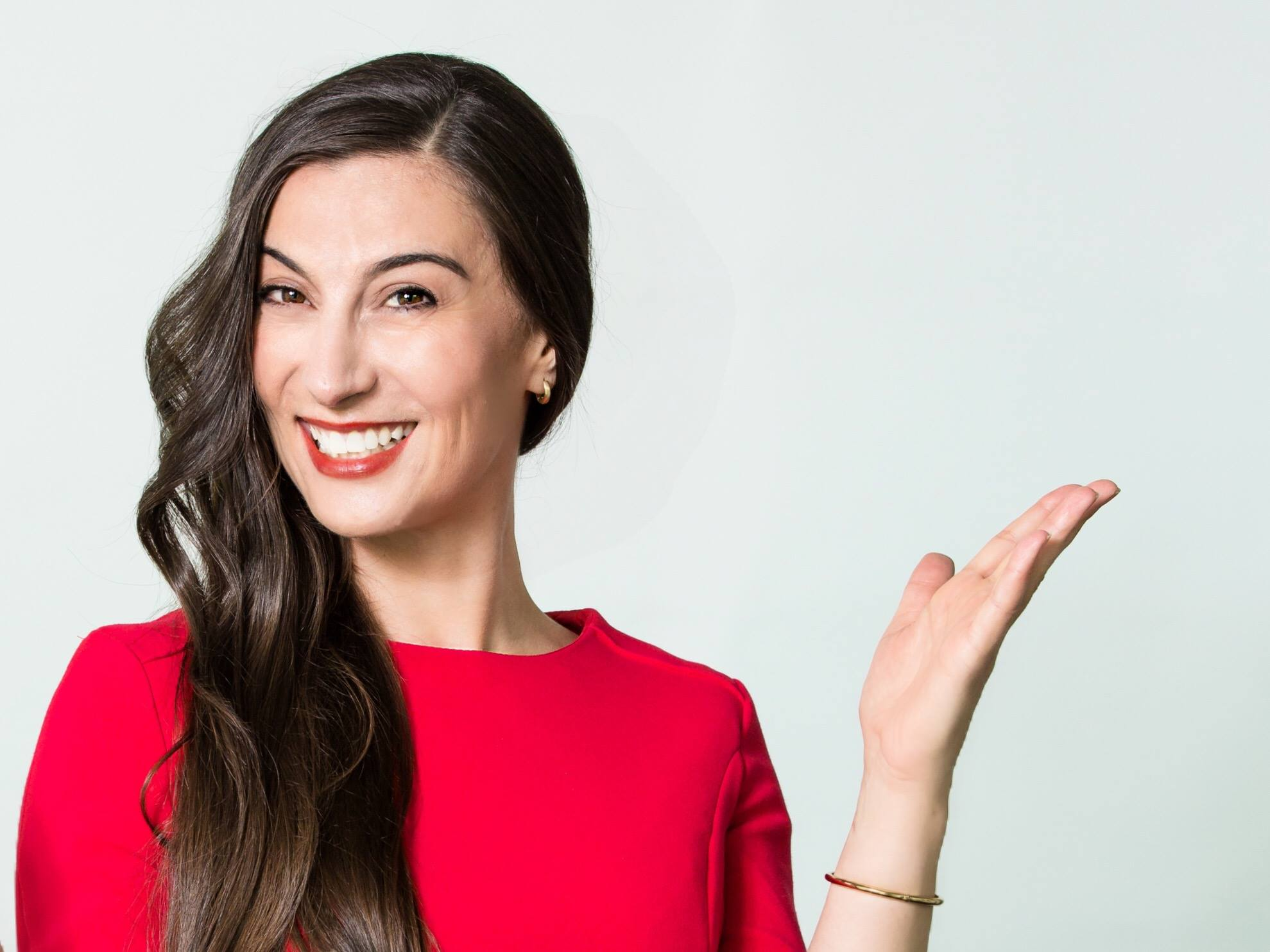
Кадр из шоурила ведущей

Актёрские агенты и кастинг-директоры перед живым кастингом хотят увидеть актёрский шоурил, который обычно отправляется на кастинг вместе с CV, художественными фотографиями и снепами.

### Рекомендации
Актёру следует объективно отнестись к имеющемуся материалу, выбрать лучшие работы, отдать на монтаж независимому лицу. Первым делом необходимо подготовить материалы, которые будут использоваться. Копии фильмов и сериалов, в которых принимал участие актёр, лучше всего запросить в соответствующих продакшн-студиях. Копии студенческих и учебных работ обычно и так должны предоставляться актёрам на диске или по ссылке на облаке. Телевизионные сюжеты бывает сложно получить у ТВ-компаний, поэтому их проще записать из эфира с помощью ТВ-приставки или Smart TV.
Хороший шоурил не тот, в котором собран весь архив актёрской карьеры, а тот, после которого хочется посмотреть другие работы актёра. Не следует делать монтаж или добавлять эффекты, это только раздражает и мешает кастинг-директору оценить актёрскую игру.
- Обсудить содержание шоурила с актёрским агентом, знакомыми кастинг-директорами или друзьями, выслушать их советы.
- Заказать шоурил у профессиональной студии с репутацией, с сотрудниками которой приятно работать. Ролик получится гораздо качественнее, чем если снимать самому или с друзьями. Это покажет серьёзность намерений актёра.
- Отобрать только лучшие актёрские работы. Если работ мало, то сделать более короткий ролик.
- Начинающему актёру лучше не использовать сцены ремейков популярных сценариев, так как сравнение с другими аналогичными проектами может сыграть не в пользу актёра.
- Если сцена снимается специально для шоурила, выбрать отрывок, который покажет актёра с наиболее выгодной стороны. Хороший партнёр поможет играть. Тщательная репетиция позволит чувствовать себя комфортно и уверенно во время съёмки.
- В начале шоурила показать сцены с родным акцентом.
- Первой сценой показать свою самую сильную работу.
- Подписать каждый отрывок, указав название работы и год выпуска.
- Делать шоурил продолжительностью не более 2 минут[9].

### Частые ошибки
- Первый кадр начинается с диалога двух актёров одного пола, которых трудно различить между собой.
- Однотипные кадры без демонстрации актёрской игры.
- Сцены с плохой актёрской игрой в конце шоурила. Все кадры в ролике должны показывать, что актёр — профессионал высокого уровня. Лучше удалить материал низкого качества.
- Слишком много разнообразия. Иногда актёры стараются показать, что они профессионалы во всех жанрах от комедии до драмы. Вместо того, чтобы показать, что они суперпрофессионалы в чём-то одном.
- Большая продолжительность шоурила. Крайне редко для кастинг-директора требуется ролик, который идёт дольше 1,5 минут.
- Повторение одной и той же сцены несколько раз, что вызывает раздражение от однообразия.
- Некачественное изображение. Слишком тёмная, светлая, шумная, нерезкая картинка помешает рассмотреть лицо актёра, создаст эффект любительского студенческого портфолио.
- Акцент на работу со звёздами. Достаточно один раз показать, что актёр снимался вместе со звездой. Не надо создавать ощущение, что это всё, чем можно гордиться.
- Роли в массовке. Обычно такие кадры длятся всего пару секунд и актёрская игра слишком проста. Даже наличие звёзд на переднем плане не сыграет на руку актёру.
- Ненужные сцены, которые жалко удалить. Актёру бывает дорога воспоминаниями роль или его любимая дебютная работа.
- Старый неактуальный материал с сильно отличающейся внешностью или другими устаревшими характеристиками.
- Отсутствие сценария шоурила с именами файлов и тайм-кодом нужных частей материалов, что замедляет монтаж шоурила.
- Использование фоновой музыки, которая нарушает авторские права и мешает кастинг-директору сосредоточиться на речи актёра.
- Слишком долго ждать, чтобы обновить шоурил. Не следует ждать видео из последнего фильма, если материал задерживается[10].

## Дикторский шоурил
Дикторский шоурил представляет из себя аудиотрек с фрагментами записей голоса диктора. Иногда такой шоурил может представлять из себя видеоролик, где вместо видеоряда используется фотография или постер. Дикторские шоурилы могут содержать в себе работы следующих типов:
- Коммерческая реклама
- Корпоративные фильмы
- аудиокниги
- Электронное обучение
- автоответчик
- Персонажи и вымышленные герои
- Радиошоу[11]

## Дизайнерский шоурил
Задачей моушн-дизайнера становится показать потенциальному работодателю лучшие свои работы с демонстрацией профессиональных навыков. Причём сам шоурил должен обладать оригинальностью, своей атмосферой и энергией, чтобы от каждого кадра у зрителя был восторг. Может содержать кадры с процессом создания графики или speed art.
Для разных этапов карьеры дизайнера требуется разный тип шоурила, рассчитанный на определённого работодателя.
Студенческий шоурил, шоурил новичка должен позволить найти первую работу, цель — получить первый оплачиваемый заказ. Дизайнер должен показать своё умение работать в команде, показать способность выполнять техническое задание, доводить работу до готового результата. В данном случае не требуется показать умение рассказывать историю или свою творческую натуру. Следует использовать свою одну-две учебные работы, достаточно продолжительности в 30 секунд. После получение первой работы следует избавиться от этого шоурила и больше никогда не использовать учебные работы в следующих шоурилах.
Для успешного быстрого старта карьеры в качестве шоурила, демонстрирующего профессиональные навыки, можно сделать короткометражный анимационный фильм и победить с ним в ряде кинофестивалей и с этим комплектом идти устраиваться на работу в студию.

Пошаговый процесс создания персонажа в Blender, демонстрирующий навыки работы дизайнера

### Рекомендации
- Сделать титры с именем в начале и в конце шоурила.
- Начать шоурил со своей лучшей работы.
- Показать процесс создания сцены.
- Потратить дополнительное время на монтаже для доведения шоурила до идеального состояния.
- Подписать каждую сцену названием работы, используемым программным обеспечением, проделанной работой.

### Частые ошибки
- Экономия на монтажёре шоурила, что в итоге стоит упущенной потенциальной работы.
- Оставлять лучшие работы на самый конец видео, заполняя остальной шоурил посредственными кадрами.
- Делать продолжительность шоурила больше 1,5 минут.
- Отсутствие истории в шоуриле, это должен быть не просто набор кадров.
- Слишком много внимания к выбору музыки. Возможно, работодатель на студии будет просматривать большой поток шоурилов с выключенным звуком.
- Использовать кадры-заполнители не самого лучшего качества, которые разрушают всё впечатление о шоуриле.
- Использовать в шоуриле непринятые заказчиком работы.
- Плохое оформление титров с контактами, которые разрушают всё впечатление о шоуриле[12][13].

## Программы
Для создания шоурила используются программы нелинейного видеомонтажа.
- Quik — бесплатный видеоредактор от GoPro доступный для операционных систем macOS, Windows, IOS, Android
- iMovie — бесплатный видеоредактор, поставляемый вместе с компьютерами от Apple, а также доступный на IOS
- Final Cut Pro — профессиональный видеоредактор для операционной системы macOS от Apple
- Adobe Premiere Pro — профессиональный видеоредактор от Adobe
- DaVinci Resolve — бесплатный для частного использования видеоредактор и профессиональное средство для цветокоррекции от Blackmagic Design
- Sony Vegas — профессиональный видеоредактор от Magix

## Публикация
Когда готова финальная версия шоурила, важно выбрать правильную платформу для публикации, где работодатель сможет увидеть ролик и с удобством её просмотреть.
Фрилансеру для максимального охвата потенциальных работодателей следует публиковать шоурил на популярных видеохостингах, таких как YouTube и Vimeo.
- YouTube — популярнейший в мире видеохостинг.
- Vimeo — видеохостинг без рекламы, обладающий функцией обновления видео с сохранением прежней ссылки. Есть возможность предоставления пользователям возможности скачивать загруженный файл в оригинальном качестве.
- Яндекс.Диск — облачный сервис, принадлежащий компании Яндекс.
- Google Диск — сервис хранения, редактирования и синхронизации файлов, разработанный компанией Google.
- Dropbox — файловый хостинг компании Dropbox Inc.
- Собственный сайт автора[13].

## Регулирование
Так как в шоуриле могут использоваться материалы, принадлежащие другим лицам и защищённые авторским правом, то это в некоторых случаях ограничивает распространение и публикацию такого видеоролика. Интересы владельцев авторских прав могут нарушаться в ряде случаев.
Для публикации шоурила следует получить разрешение на использование материалов от владельцев авторских прав.

### Законодательные ограничения
Закон об авторском праве запрещает распространение ряда материалов без разрешения владельца.